# Colosse (comics)
Pour les articles homonymes, voir Colosse.
Frederick « Fred » J. Dukes, alias le Colosse (« The Blob » en version originale) est un super-vilain évoluant dans l'univers Marvel de la maison d'édition Marvel Comics. Créé par le scénariste Stan Lee et le dessinateur Jack Kirby, le personnage de fiction apparait pour la première fois dans le comic book The X-Men #3 en janvier 1964.
Membre de la première Confrérie des mauvais mutants, le Colosse est l'un des premiers super-vilains opposés à l'équipe mutante des X-Men.

## Biographie du personnage

### Origines
Le Texan Fred J. Dukes est un artiste de cirque surnommé le « Colosse » en raison de son gabarit et de sa force phénoménale. Il est contacté par le Professeur Xavier qui le veut au sein des X-Men. Mais Dukes refuse d'intégrer la jeune équipe, allant jusqu'à se battre contre eux, jaloux de Scott Summers et Jean Grey. Déçu, Xavier efface les souvenirs de tout le monde et Dukes reprend sa vie au cirque.

### La Confrérie des mauvais mutants
Le mutant Magnéto prend lui aussi contact avec Dukes, ce dernier rejoignant sa Confrérie des mauvais mutants par appât du gain. Il est l'ami et l'allié fidèle d'Unus, chez Factor Three (en). Plus tard, il travaille pour l'Empire Secret.
Dukes est donc souvent opposé aux X-Men, mais aussi à Hulk, aux Défenseurs et aux Champions de Los Angeles.

### Freedom Force
La Confrérie devient ensuite une équipe gouvernementale sous le nom de Freedom Force. Leur première mission de cette équipe consiste à appréhender Magnéto. Ils affrontèrent ensuite les X-men à San Francisco puis les Vengeurs et Facteur-X. Le Colosse est battu par Cable et Solar.
À la suite de la dissolution de Freedom Force, Dukes retrouve la Confrérie du Crapaud. Onslaught le recrute ensuite comme homme de main, mais il est battu par X-Force de nouveau.

### Seul
Quand Exodus reforme la Confrérie, le Colosse postule mais est rejeté par Exodus qui le juge inutile. Dukes est gravement déçu et, en voulant prouver sa valeur, attaque l'Institut Xavier. Il est battu par les jeunes élèves de l'institut et arrêté par le SHIELD.

### Après leM-Day
Quand la Sorcière rouge refaçonne la réalité, Dukes perd ses pouvoirs, comme 90 % des mutants. Déprimé, il tente de se suicider mais échoue, à cause de l'épaisseur de sa peau qui l'en empêche. Il refait surface quelque temps plus tard au sein de X-Cell, un groupuscule terroriste d'anciens mutants accusant le gouvernement. Ils sont vaincus par Facteur-X à Mutant Town.
Remis en liberté peu de temps après, Dukes parvint à se débarrasser de son surplus de peau, provoqué par la perte de ses pouvoirs, et partit pour le Japon où il devint une super-star et un exemple de la perte de poids sous le nom de Freddie Dukes. Il se lança aussi dans une carrière d'acteur et tourna à San Francisco dans le film du réalisateur japonais Kingo Sunen. Il semble cependant avoir renoué le contact Magnéto puis qu'on l'aperçut à ses côtés lorsque le Maître de l'Evolution se servit de sa technologie pour redonner au maître du magnétisme ses pouvoirs perdus.
Il déménagea par la suite pour l'île de Madripoor où il retrouva provisoirement ses pouvoirs en utilisant de l'hormone de croissance mutante que lui fournissait la terroriste Mystique. Mystique et Dents-de-Sabre cherchaient alors à faire de Madripoor un sanctuaire pour les mutants. Mais bientôt, Magnéto fut invité par Mystique à se rendre sur l'île. Ils l'invitèrent à se joindre à eux mais il réagit violemment. Considérant Mystique et ses alliés comme des traîtres, il les blessa avant de s'échapper. Il revint quelques jours après pour libérer Dazzler et l'emmener loin de Madripoor.
On le retrouva plus tard à Paris, toujours doté de ses pouvoirs, où après avoir chassé une créature dans un parc zoologique consacré aux espèces rares et exotiques, il l'amena dans un restaurant pour y forcer le chef à la lui cuisiner. Ce faisant, il attira l'attention des jeunes X-Men Angel (Warren Worthington III) et Wolverine (Laura Kinney). Après s'être échappé du restaurant, il croisa d'autres jeune X-Men : Cyclope (Scott Summers), le Fauve (Henry McCoy), Iceberg (Robert Drake), Génésis (Evan Sabahnur) et Oya (Idie Okwonkwo). Il fut finalement arrêté par les efforts coordonnés des jeunes héros et notamment grâce à Angel qui lui creva un œil et le mit KO.
Une fois rétabli, il se retrouve très brièvement confronté au mutant Gambit. Puis il fut capturé par Miss Sinistre qui testa sur lui un nouveau virus, le Mothervine, qui déclenchait des mutations artificielles chez les êtres humains et des mutants secondaires et tertiaires chez les mutants. Elle abandonna son corps inconscient dans son laboratoire, lequel fut retrouvé par les X-Men Angel et Jimmy Hudson et la sheriff Kira Lee lors d'une enquête. Le Colosse se réveilla alors et les attaqua avant de se mettre à fondre au milieu du combat.
Son corps fut cependant reconstitué et il servit avec d'autres mutants la cabale formée par Emma Frost, Bastion, Havok et Miss Sinistre pour lancer le projet Mothervine au niveau mondial. Il se retrouva ainsi confronté aux X-Men de Magnéto qui tentaient d'empêcher son déploiement.

## Pouvoirs et capacités
Le Colosse est un mutant qui possède un corps extrêmement massif et anormalement obèse, lui donnant une force et une résistance énorme.
En complément de ses pouvoirs, c'est un formidable combattant au corps à corps, malgré sa masse imposante. Il est doté d'une grande vitesse, une bonne agilité et de bons réflexes, ces attributs n'atteignant cependant pas des niveaux surhumains. Cela lui permet souvent de surprendre ses adversaires en combat, car ceux-ci ne l’imaginent pas aussi rapide. Sa masse prodigieuse lui permet également de bien tenir l'alcool.
- Quand il possédait ses pouvoirs, le Colosse pouvait générer un champ de gravité mono-directionnel étendu à cinq pieds de son centre de l’équilibre, ce qui le rendait virtuellement impossible à déplacer tant qu'il restait en contact avec le sol[1]. Les seuls individus à l'avoir déplacé de force sont Hulk et le Fléau. De plus, dans un combat opposant les X-Men à la Confrérie des mauvais mutants, Colossus réussit également à le soulever.
- Il possédait aussi une force hors du commun lui permettant de lutter contre des adversaires bien plus forts que lui. Lorsqu'il est en possession de ses pouvoirs, le Colosse est capable de soulever (ou d'exercer une pression équivalente à) 70 tonnes. Il pouvait alors soulever des tanks sans problèmes et combattre des groupes entiers d'ennemis à lui seul. Privé de ses pouvoirs, il possède la force normale d'un homme de son âge et de sa corpulence qui ne pratique aucune activité physique particulière[1].
- Sa peau très flasque et épaisse le protège des blessures, ses tissus pouvant absorber l’impact de balles, de boulets de canon et même de missiles, voire la pénétration des griffes de Wolverine. Il pouvait même renvoyer les projectiles envoyés sur lui, à la moitié de leur force et de leur vitesse. Par ailleurs, il ne sentait pas la douleur. Du fait de l'élasticité de sa peau et de la régénération constante de ses cellules cutanées, celle-ci ne pouvait pas être coupée[1].
- Il se servait parfois de sa masse graisseuse pour emprisonner dans sa chair ses ennemis ou des objets. Il devait cependant pour cela avoir toute sa concentration[1].

Sa force et sa taille ont varié au fil des années.
Le Colosse a perdu ses pouvoirs à la suite du M-Day mais semble les avoir récupérés grâce à la prise d'hormones de croissance mutantes avec l'aide de Mystique.

## Apparitions dans d'autres médias
Sauf indication contraire, les informations mentionnées dans cette section peuvent être confirmées par la base de données cinématographiques IMDb,  présente dans la section « Liens externes ».

### Cinéma
Interprété par Kevin Durand

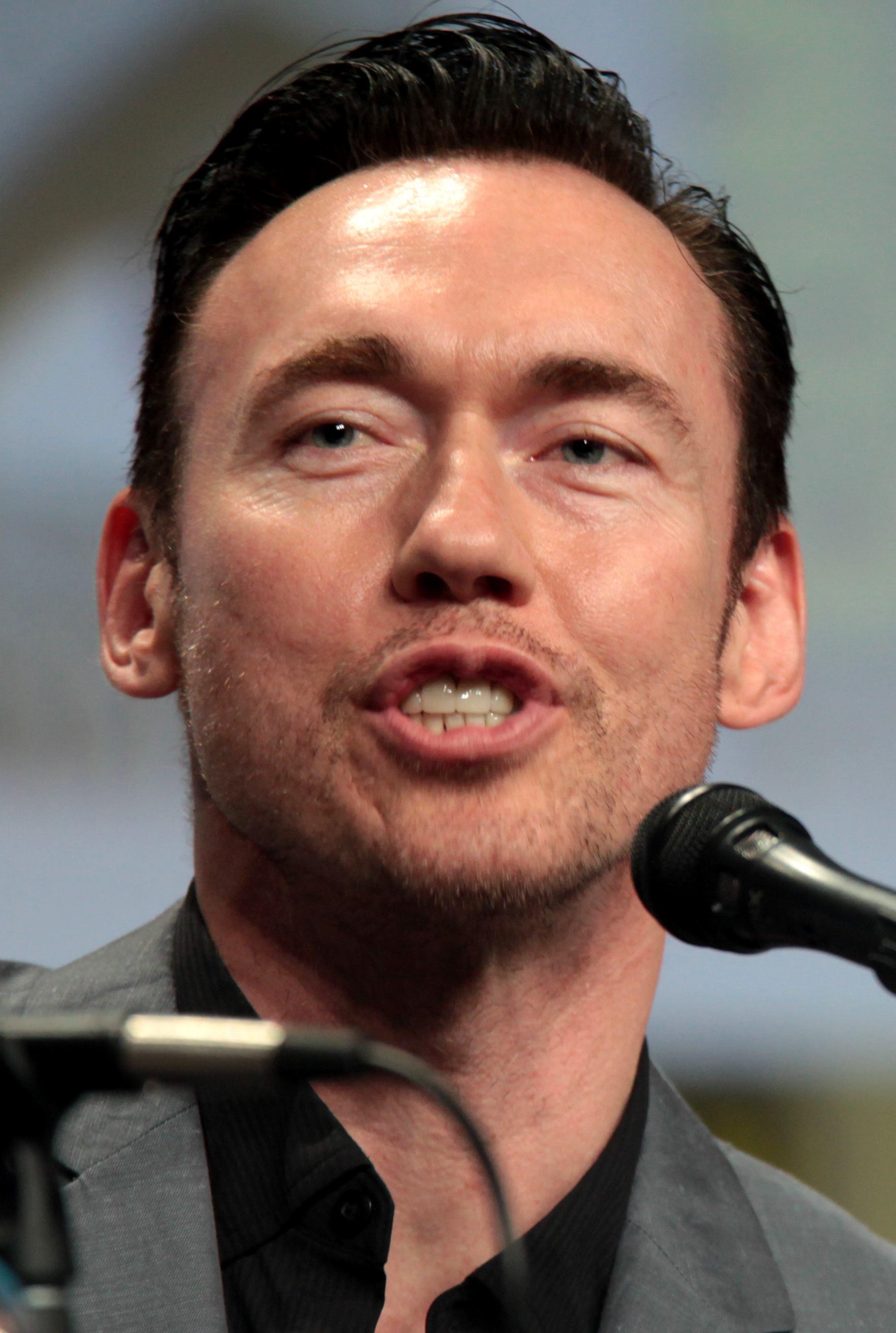
Kevin Durand incarne Fred Dukes/Le Colosse dans X-Men Origins : Wolverine (2009).

- 2009 : X-Men Origins: Wolverine réalisé par Gavin Hood – Il fait partie de la Team X, aux côtés de James Howlett, Victor Creed, William Stryker, David North, Chris Bradley et Wade Wilson.

Interprété par Gustave Ouimet dans la 2e trilogie X-Men
- 2016 : X-Men: Apocalypse réalisé par Bryan Singer (caméo) – On l'aperçoit en train de perdre un combat en cage contre Angel.

Interprété par Mike Waters dans le MCU
- 2024 : Deadpool & Wolverine réalisé par Shawn Levy

### Télévision
- 1989 : Pryde of the X-Men (série d'animation)
- 1992 : X-Men (série d'animation)
- 2000-2003 : X-Men: Evolution (série d'animation)
- 2009 : Wolverine et les X-Men (série d'animation)

### Jeux vidéo
- 2002 : X-Men: Next Dimension
- 2004 : X-Men Legends
- 2005 : X-Men Legends II : L'Avènement d'Apocalypse
- 2009 : X-Men Origins: Wolverine
- 2013 : Marvel Heroes
- 2013 : Lego Marvel Super Heroes